# ウラジミール・セリン
ウラジミール・セリン（Vladimir Cerin、1954年11月26日 - ）は、フェアプレックスパーク競馬場に所属する調教師である。出生地は旧ユーゴスラビアで、現在はカリフォルニア州ブラットンベリー在住。既婚者で4人の子どもがいる。

## 来歴
実家はユーゴスラビアで農場を営み、14歳頃にカナダへ移住した。
1974年、アメリカ・カリフォルニア州へ渡り、UCLAでサッカー選手として活動しながら、身体運動学を学んだ。以後4年間はテニスやバスケットボールのプロ選手をサポートする仕事を経験する。
1981年、調教師免許を取得する。
1994年、フェアプレックスパーク競馬場のリーディングトレーナーとなる。
1995年、2年連続でフェアプレックスパーク競馬場のリーディングトレーナーとなる。
2007年、11月に第8回ジャパンカップダートに出走するスチューデントカウンシルと供に初来日を果たし、同馬で管理馬の中央競馬初出走を迎える。

## 主な管理馬
- スチューデントカウンシル /Student Council（2007年 パシフィッククラシックステークス）